# 1698.
◄ | 16. stoljeće | 17. stoljeće | 18. stoljeće | ►
◄ | 1660-ih | 1670-ih | 1680-ih | 1690-ih | 1700-ih | 1710-ih | 1720-ih | ►
◄◄ | ◄ | 1695. | 1696. | 1697. | 1698. | 1699. | 1700. | 1701. | ► | ►►
Arhitektura • Astronomija • Biologija • Glazba • Kazalište • Kemija • Kiparstvo • Knjige • Književnost • Kršćanstvo • Medicina • Politika • Pravo • Promet • Slikarstvo • Znanost

## Smrti
- Luka Ibrišimović, franjevac, vođa protuosmanskog ustanka u Slavoniji

## Vanjske poveznice
|  | Zajednički poslužitelj ima još gradiva o temi 1698. |